# Trung Ukraina

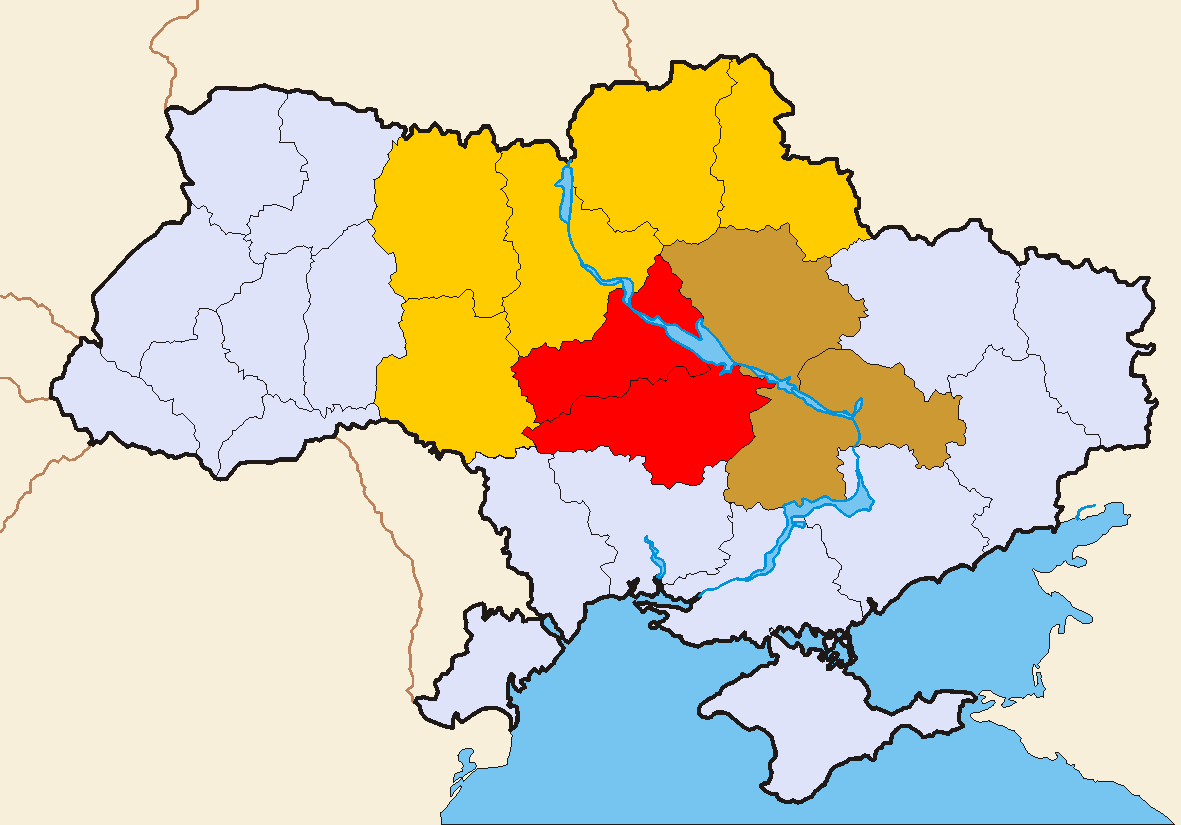
Một số tỉnh có thể cho là thuộc "Trung Ukraina":
Đỏ – luôn được bao gồm
Nâu – thường được bao gồm
Cam – đôi khi được bao gồm

Trung Ukraina (tiếng Ukraina: Центральна Україна, Tsentralna Ukraina) bao gồm các khu vực lịch sử Ukraina tả ngạn và Ukraina hữu ngạn, ám chỉ đến sông Dnepr. Khu vực nằm xa bờ biển Đen và ở trung lưu của sông Dnepr.
Trong bối cảnh lịch sử, Trung Ukraina bao gồm các vùng đất từng là cốt lõi của Rus Kyiv, và là đấu trường trực tiếp của phong trào Cossack, trùng với biên giới của nhà nước Cossack Ukraina.

## Lãnh thổ
Các thành phố của Trung Ukraina nằm trong số những thành phố lâu đời nhất ở Ukraina. Cũng trái ngược với phần phía đông nam của đất nước, khu vực này thiên về nông nghiệp hơn với những cánh đồng ngũ cốc và hoa hướng dương rộng lớn ở trung tâm Ukraina.
Surzhyk là một thuật ngữ chỉ phương ngữ hỗn hợp Nga-Ukraina, thường được nói trên khắp miền Trung Ukraina, tuy nhiên, theo RATING và Research & Branding Group, hầu hết mọi người tự nhận mình là người nói tiếng Ukraina.
Trong một cuộc thăm dò do Viện Xã hội học Quốc tế Kyiv thực hiện vào nửa đầu tháng 2 năm 2014, chỉ 5,4% số người được hỏi ở Trung Ukraina tin rằng "Ukraina và Nga phải thống nhất thành một quốc gia duy nhất", trong khi tỷ lệ này trên toàn quốc là 12,5%.
Các cuộc bầu cử ở các tỉnh Trung Ukraina từng có lịch sử cạnh tranh giữa các ứng cử viên thân Nga và thân phương Tây. Tuy nhiên, kể từ Cách mạng Cam năm 2004, cử tri Trung Ukraina bắt đầu nghiêng về các đảng thân phương Tây hơn (Ukraina của chúng ta, Batkivshchyna) và các ứng cử viên tổng thống thân phương Tây (Viktor Yuschenko và Yulia Tymoshenko).

## Tôn giáo
Tôn giáo tại Trung Ukraina (2016)
Theo một cuộc khảo sát về tôn giáo ở Ukraina năm 2016 do Trung tâm Razumkov tổ chức, khoảng 73,5% dân số Trung Ukraine tuyên bố là tín đồ, trong khi 4,8% tuyên bố là người không tín đạo và 2,6% tuyên bố là người vô thần. Trong tổng dân số, 86,5% là Cơ đốc nhân (76,7% Chính thống giáo Đông phương, 6,5% là Cơ đốc nhân đơn thuần, 1,9% theo Công giáo Nghi thức Latinh, 1,0% là thành viên của các giáo hội Tin lành khác nhau, và 0,4% là thành viên của giáo hội Công giáo Hy Lạp Ukraina), 0,3 % là người Do Thái, và 0,1% là người Hồi giáo. Không tôn giáo và các tín đồ khác không xác định với bất kỳ tổ chức tôn giáo lớn nào được liệt kê chiếm khoảng 12,8% dân số.